# Душица Спасић (водитељка)
Душица Спасић (Београд, 24. март 1981) српска је телевизијска водитељка.

## Биографија
Има брата Душана који је две године старији од ње. Три године је студирала шпански језик на Филолошком факултету, али се пребацила на журналистику коју је завршила са високим просеком.
Каријеру започиње 2003. године, када је дошла на аудицију за водитеље. Упркос великом броју пријављених, Душица је прошла седам изборних кругова и нашла се у информативној редакцији. Три године касније почела је да води Јутарњи програм РТС-а. Исти посао је радила до 2019. године. У међувремену је водила и неколико издања емисије "Београдске хронике" током лета 2019. 
У септембру 2019. је прешла на РТВ Пинк, а од 7. октобра почела да уређује и води емисију 24 часа све до марта 2020. године.